# Team Ico
Team Ico — японська студія розробки відеоігор під керівництвом ігрового дизайнера Фуміто Уеди. Студія була частиною «Відділу Розробки Продуктів №1» (англ. Product Development Department #1) у Japan Studio від Sony Interactive Entertainment і розробила ігри Ico та Shadow of the Colossus, обидві для PlayStation 2 . Команда також спочатку була відповідальною за The Last Guardian до відставки Уеди в 2011 році та створення нової компанії, яка взяла на себе розробку в 2014 році. Їхні ігри, як правило, характеризуються мінімалістичними розповідями та геймплеєм, атмосферним використанням світінь та освітленням з високим динамічним діапазоном (HDR), а також використанням вигаданих мов. Їх продукцію часто наводять в якості прикладу відеоігор як виду мистецтва.

## Проекти
У лютому 2007 року команда Team Ico опублікувала цілу сторінку реклами в японському ігровому журналі Famitsu. Реклама мала кілька ранніх концептуальних ескізів на паперовому нотатку, що свідчить про те, що нова гра команди тоді була на початкових етапах проектування. Наступного року Sony оновила свій кар’єрний розділ першим скріншотом третьої гри Team Ico, орієнтованої на PlayStation 3. Були опубліковані вакансії для планувальників, аніматорів, художників та дизайнерів ефектів. У березні 2009 року Фуміто Уеда, провідний дизайнер Ico і Shadow of the Colossus, заявив, що нова гра «може бути чимось схожим на вже зроблене... Суть гри досить близька до Ico».
На відео, опублікованому за кілька тижнів до E3 2009, були показані ранні кадри гри з робочою назвою Project Trico . Відео показує молодого хлопця, що подружився з грифоно-подібною істотою, яка поєднуює в собі особливості Yorda з гри Ico із Агро з гри Shadow of the Colossus, що поводиться одночасно як компаньйон та засіб пересування, на котрого можливо залізти. На E3 2009 було оголошено проект під назвою The Last Guardian. Eurogamer повідомив, що The Last Guardian було випущено на ринок 7 жовтня 2011 року британськими роздрібними торговцями Asda, Tesco, Zavvi, The Hut та Woolworths. Sony заявила, що випуск гри відбудеться восени 2011 року. Після того, як перші дві частини гри God of War були перенесені на PlayStation 3, Уеда заявив в інтерв'ю на Tokyo Games Show про наміри зробити те саме як з Ico, так і з Shadow of the Colossus. The Ico & Shadow of the Colossus Collection була підтверджена на Tokyo Game Show 2010 року та випущена у всьому світі у вересні 2011 року.
Під час E3 2015, через чотири роки після того, як гру востаннє згадували, Sony випустила офіційний трейлер для The Last Guardian, таким чином заявивши, що гра повинна вийти в 2016 році для PlayStation 4. Трейлер показав, що розробка була покладена на нову компанію, засновану Уедою та іншими колишніми працівниками, під назвою genDESIGN тоді як SIE Japan Studio зосередиться на програмуванні та імплементації. Попри те, що Sony ніколи офіційно не повідомляла про закриття Team Ico, це стало очевидним після того як Уеда, разом із декількома іншими спвробітниками, покинули компанію у 2011 році.  Більшість із них стали частиною студії genDESIGN, яка завершила розробку The Last Guardian.

## Ігри
| Назва гри                                   | Перший реліз       | Платформа     | Примітки                                          |
| ------------------------------------------- | ------------------ | ------------- | ------------------------------------------------- |
| Ico                                         | 24 вересня 2001 р  | PlayStation 2 |                                                   |
| Shadow of the Colossus                      | 18 жовтня 2005 р   | PlayStation 2 |                                                   |
| The Ico & Shadow of the Colossus Collection | 22 вересня 2011 р  | PlayStation 3 | Розроблено за допомогою Bluepoint Games           |
| The Last Guardian                           | 6 грудня 2016 року | PlayStation 4 | Розробка перейшла до студії genDESIGN у 2014 році |